# Чемпионат мира по самбо 1992
В 1992 году из-за произошедшего раскола в международном самбо — на МФС (Международная федерация самбо) и ФИАС (Международная федерация любительского самбо) — было проведено два альтернативных чемпионата.

## Чемпионат под эгидой МФС
Чемпионат мира по самбо 1992 года (второй по счёту под эгидой МФС) прошёл в Минске (Белоруссия) 4-6 декабря. В чемпионате приняли участие 155 спортсменов (97 мужчин и 58 женщин).

### Мужчины
| Весовая категория | Золото                            | Серебро                       | Бронза                                                  |
| ----------------- | --------------------------------- | ----------------------------- | ------------------------------------------------------- |
| до 48 кг          | Николай Цыпандин · Беларусь       | Ержан Иманжусупов · Казахстан | Виктор Грате · Молдова Е. Дурдиев · Туркменистан        |
| до 52 кг          | Джейхун Мамедов · Азербайджан     | В. Козлов · Украина           | Виктор Тихонов · Кыргызстан Андрей Курлыпо · Беларусь   |
| до 57 кг          | Николай Афанасьев · Украина       | Мушвиг Джафаров · Азербайджан | Овик Манукян · Армения Станислав Васильев · Кыргызстан  |
| до 62 кг          | Натик Багиров · Беларусь          | Х. Каримов · Таджикистан      | Жаннат Байшулаков · Казахстан Владимир Куликов · Россия |
| до 68 кг          | Валерий Данилов · Беларусь        | Салкен Жартыбаев · Казахстан  | Нурлан Токоноев · Кыргызстан Арчил Чохели · Грузия      |
| до 74 кг          | Джолдыбек Кониров · Туркменистан  | Ш. Ачилов · Узбекистан        | Игорь Дудич · Беларусь · Виктор Жданов · Украина        |
| до 82 кг          | Нурмагомед Нурмагомедов · Украина | Б. Эрашвили · Грузия          | Александр Елизаров · Россия Олег Бучинцев · Узбекистан  |
| до 90 кг          | Вячеслав Елистратов · Узбекистан  | Эльшан Поладов · Азербайджан  | Александр Задубровский · Россия Сергей Злобин · Украина |
| до 100 кг         | Евгений Долинин · Беларусь        | Михаил Плис · Украина         | Валерий Ганган · Молдова Е. Арутюнян · Армения          |
| свыше 100 кг      | Владимир Емельянов · Беларусь     | Олег Герасимов · Узбекистан   | К. Кулатадзе · Грузия Олег Зинченко · Украина           |

### Женщины
| Весовая категория | Золото                          | Серебро                     | Бронза                                               |
| ----------------- | ------------------------------- | --------------------------- | ---------------------------------------------------- |
| до 44 кг          | Е. Егорова · Россия             | Г. Омуралиева · Кыргызстан  | М. Чистякова · Украина С. Симутина · Казахстан       |
| до 48 кг          | Татьяна Москвина · Беларусь     | Б. Токторбаева · Кыргызстан | Н. Шнобелен · Франция А. Калинбекова · Казахстан     |
| до 52 кг          | О. Бургос · Франция             | И. Панич · Украина          | Н. Сиркина · Кыргызстан Т. Журавлёва · Россия        |
| до 56 кг          | Л. Галиулина · Россия           | О. Степанюк · Армения       | М. Невдащенко · Украина Сауле Габдуллина · Казахстан |
| до 60 кг          | Зульфия Гусейнова · Азербайджан | П. Лещенко · Украина        | И. Орлова · Кыргызстан П. Киямова · Узбекистан       |
| до 64 кг          | И. Казанцева · Беларусь         | В. Физельс · Франция        | М. Флеева · Туркменистан М. Михеева · Узбекистан     |
| до 68 кг          | С. Селиханова · Беларусь        | О. Рыбалкина · Украина      | Б. Гордеева · Латвия В. Яковлева · Россия            |
| до 72 кг          | Татьяна Беляева · Украина       | С. Мурадян · Россия         | Е. Аветисян · Армения Г. Савенкова · Беларусь        |
| до 80 кг          | С. Волкова · Беларусь           | Л. Гарагуля · Украина       | Т. Тудос · Молдова Б. Меланчук · Россия              |
| свыше 80 кг       | Вероника Козловская · Беларусь  | О. Паршенкова · Молдова     | О. Николайчук · Кыргызстан С. Лисянская · Украина    |

## Чемпионат под эгидой ФИАС
Чемпионат мира по самбо 1992 года под эгидой ФИАС прошёл в городе Херн-Бей (Англия) 6-10 ноября. В соревнованиях участвовали спортсмены 14 стран: России, Монголии, США, Великобритании, Италии, Болгарии, Канады, Румынии, Японии, Испании, Нидерландов, Белоруссии, Латвии, Литвы, Бразилии, Шотландии.

### Медалисты
| Весовая категория | Золото                          | Серебро                        | Бронза                            |
| ----------------- | ------------------------------- | ------------------------------ | --------------------------------- |
| до 48 кг          | Намсрай Баатарболд · Монголия   | С. Мисторов · Болгария         | Абрам Агамирян · Россия           |
| до 52 кг          | Александр Филатов · Россия      | Живко Шалваров · Болгария      | Т. Кукидоме · Япония              |
| до 57 кг          | Алексей Архипов · Россия        | Г. Масаро · Япония             |                                   |
| до 62 кг          | Ганхуягийн Уурцолмон · Монголия | Юрий Игнатенко · Россия        | Б. Величков · Болгария            |
| до 68 кг          | Валерий Белов · Россия          | Сэнди Норт · США               | А. Таиров · Болгария              |
| до 74 кг          | Николай Игрушкин · Россия       | Иван Нетов · Болгария          | Дашцэвэгийн Пурэвсурэн · Монголия |
| до 82 кг          | Гусейн Хайбулаев · Россия       | Болдням Биамбаа · Монголия     | Пятрас Мажейка · Литва            |
| до 90 кг          | Михаил Зюзин · Россия           | Р. Мачадо · Бразилия           | С. Васильев · Болгария            |
| до 100 кг         | Владимир Румянцев · Россия      | С. Смит · США                  | Тодор Тодоров · Болгария          |
| свыше 100 кг      | Кирил Барбутов · Болгария       | Альгимантас Грибаускас · Литва | Владимир Гурин · Россия           |

#### Командный зачёт
| Место | Страна   | Золото | Серебро | Бронза | Всего |
| ----- | -------- | ------ | ------- | ------ | ----- |
| 1     | Россия   | 7      | 1       | 2      | 10    |
| 2     | Болгария | 1      | 3       | 4      | 8     |
| 3     | Монголия | 2      | 1       | 1      | 4     |
| 4     | США      | 0      | 2       | 0      | 2     |
| =5    | Литва    | 0      | 1       | 1      | 2     |
| =5    | Япония   | 0      | 1       | 1      | 2     |